# معز شقشوق
معز شقشوق ولد بولاية سوسة في 12 يوليو 1975. حاصل على شهادة الهندسة في الاتصالات من المدرسة العليا للبريد والاتصالات بتونس وعلى شهادة الدراسات المعمقة من المدرسة الوطنية للمهندسين بتونس وشهادة الدكتوراه من جامعة باريس 5 - ديكارت. عين وزيراً للنقل واللوجستيك في حكومة هشام المشيشي في 24 أغسطس 2020.

## السيرة المهنية
تولى معز شقشوق مهمة رئيس مدير عام للوكالة التونسية للأنترنات (من فيفري 2011 إلى غاية أفريل 2015) و من ثم شغل خطة رئيس مدير عام للبريد التونسي إلى حدود سنة 2018.

## المحاكمة
أثناء توليه لمنصب وزير النقل واللوجستيك في حكومة هشام المشيشي، حكمت عليه الدائرة الجناحية السابعة بالمحكمة الإبتدائية بتونس غيابيا بخطية مالية أولى قدرها 130 مليون دينار كمتهم وخطية مالية ثانية ب651 مليون دينار بضمان البريد التونسي من أجل جريمة القيام بتحويلات مالية إلى الخارج على خلاف الصيغ القانونية. وذلك إثناء توليه منصب رئيس مدير عام البريد التونسي خلال الفترة بين عامي 2015 و2018